# Марсело Мігел
Марсело Мігел Пеліссарі (порт. Marcelo Miguel Pelissari, нар. 20 серпня 1975) — бразильський футболіст, що грав на позиції захисника. Виступав за низку бразильських і закордонних клубів, а також молодіжну збірну Бразилії.

## Клубна кар'єра
У професійном футболі Марсело Мігел дебютував 1992 року виступами за команду «Гуарані» (Кампінас), в якій грав до 1995 року, взявши участь у 9 матчах чемпіонату.
У 1995 році Марсело Мігел став гравцем японського клубу «Сімідзу С-Палс», у якому грав до 1996 року. У 1996 році футболіст повернувся на батьківщину, де з 1996 до 1999 року грав у складі клубу «Португеза Деспортос». У 2000 році гравець перейшов до складу команди «Гояс», а в 2001 році виступав у команді «Ж. Малуселлі». У 2002—2003 році Марсело Мігел грав у складі клубу «Аваї». У 2003 році бразильський захисник перейшов до португальського клубу «Уніан Мадейра», в якому грав до 2004 року. У 2005 році футболіст грав на батьківщині за клуби «Можі-Мірім» та «Уніон Барбаренсе». Завершив ігрову кар'єру Марсело Мігел у команді «Кашіас», за яку виступав протягом 2006 року.

## Виступи за збірну
У 1995 році Марсело Мігел у складі молодіжної збірної Бразилії брав участь у молодіжному чемпіонаті світу 1995 року, де бразильська молодіжна збірна здобула срібні медалі. На молодіжному рівні зіграв у 5 офіційних матчах.